# 31 de Octubre (Perú)
31 de Octubre (referenciado también como 31 de Octubre-Fátima) es un caserío peruano ubicado en el distrito de La Huaca, perteneciente a la provincia de Paita del departamento de Piura, al norte del Perú. 

## Ubicación
31 de Octubre se ubica al norte de la provincia de Paita, en el distrito de La Huaca, en el departamento de Piura. 

## Demografía
En 2017 31 de Octubre tenía una población de 943 habitantes.
| Gráfica de evolución demográfica de 31 de Octubre entre 1993 y 2017 |
|                                                                     |
| Fuentes: Población 1993 y 2017                                      |